# 猿橋望
猿橋 望（さはし のぞむ、1951年9月12日 - ）は、日本の実業家。NOVAの創業者。

## 人物
大阪府岸和田市出身。岸和田市立光陽中学校を経て大阪府立鳳高等学校卒業後、独学でフランス語を学んだ。その後6年間、フランスやデンマークに留学した。1981年に日本に帰国すると、英会話教室ノヴァ企画（後のNOVA）を設立し、代表取締役に就任した。
NOVAは外国人講師による会話主体の少人数授業のスタイルで人気を集め、猿橋の型破りな経営スタイルもテレビの経済番組などで注目された。しかし、2000年頃から不適切な勧誘などのトラブルも多発し、2007年6月にNOVAは特定商取引法違反で経済産業省から一部業務停止命令を受け、経営が悪化する。同年10月26日未明に開かれた臨時取締役会で、NOVAは会社更生法の適用を申請することを決め、猿橋は前日付で代表取締役を解任された。NOVAの保全管理人は、猿橋が会社の経費で月家賃270万円の豪華マンションに暮らすなど会社の私物化を告発した。
2007年10月、第三者割当増資(新株予約権)による64億円の資金調達に絡み、西田晴夫率いる西田グループが暗躍し、この資金調達案が決定された3日後の10月12日、旧南野建設（現アジアゲートホールディングス)の株価操作容疑で西田晴夫は大阪地検特捜部に逮捕された。
そして、この第三者割当増資の引き受け先となったのが、イギリス領ヴァージン諸島の「タッチ・ペニンシュラ・トレーディング・リミテッド」、「タワー・スカイ・プロフィッツ・リミテッド」の2社であったが、両社の日本側窓口となったのは、ティエムシー事件でも有名な阪中彰夫である。猿橋と阪中彰夫を引き合わせたのは、西田晴夫と近い菅原潮である。
2008年6月24日、従業員互助組織の積立金約3億2000万円を受講生への返還金に流用したとして、業務上横領の疑いで逮捕された。また、同月30日に外国人講師に対する賃金未払いでも送検されたが、こちらは不起訴とされた。2009年8月26日、一裁は猿橋に業務上横領罪で3年6ヶ月の実刑判決を言い渡した。しかし、控訴中の2009年9月25日、上京中に行方不明となり、山口組系暴力団組員数人によって都内ホテルに監禁されていると報道された。2010年12月2日、二審は横領は個人的な利得が目的ではなかったとして一審を破棄して懲役2年の実刑判決を言い渡した。その後猿橋側は最高裁に上告するが、2012年11月19日、上告が棄却され、懲役2年の高裁判決が確定した。
中山泰秀の後援会員の一人で、中山は、猿橋が理事長を務めていた異文化コミュニケーション財団の評議員を務めていた。